# Býkovice
Býkovice (en allemand : Bikowitz) est une commune du district de Blansko, dans la Moravie-du-Sud, en République tchèque. Sa population s'élevait à 241 habitants en 2020.

## Géographie
Býkovice se trouve à 11 km au nord-ouest de Blansko, à 27 km au nord-nord-ouest de Brno et à 168 km à l'est-sud-est de Prague.
La commune est limitée par Žerůtky au nord, par Lysice au nord-est, par Bořitov à l'est, par Černá Hora, Žernovník et Brťov-Jeneč au sud, et par Dlouhá Lhota à l'ouest.

## Histoire
La première mention écrite de la localité date de 1264.

## Patrimoine

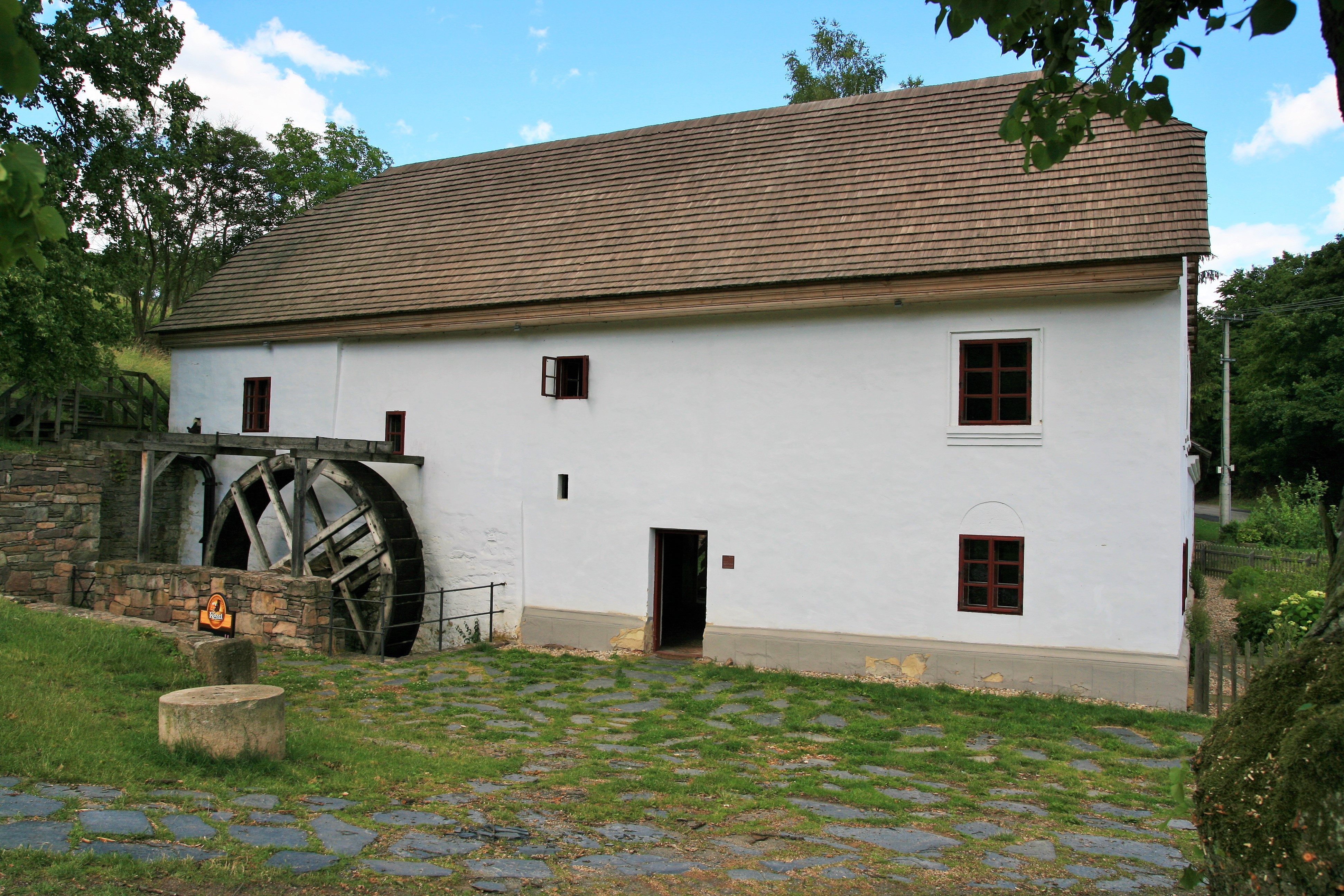
Le moulin de Porčův.
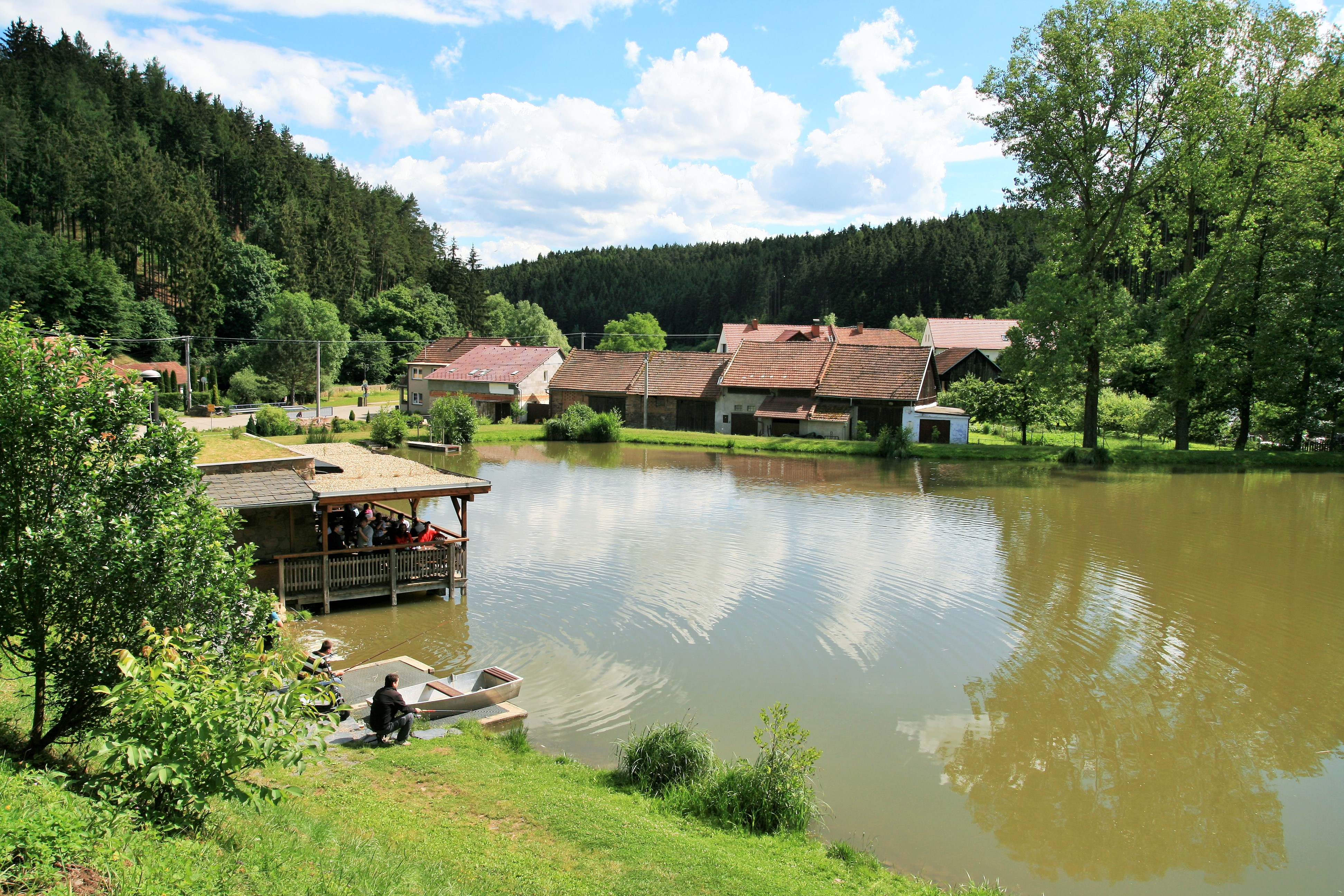
Réservoir alimentant le moulin.